# Xystrocera conradti
Xystrocera conradti là một loài bọ cánh cứng trong họ Cerambycidae.